# Peridroma infuscata
Peridroma infuscata är en fjärilsart som beskrevs av Blanchard 1852. Peridroma infuscata ingår i släktet Peridroma och familjen nattflyn. Inga underarter finns listade i Catalogue of Life.